# SS Nieuw Amsterdam
SS Nieuw Amsterdam – holenderski liniowiec pasażerski, zbudowany w 1938 roku przez stocznię Rotterdamsche Droogdook Maatschappij w Rotterdamie dla armatora Holland-Amerika Lijn (HAL), z przeznaczeniem na linię Rotterdam−Nowy Jork. Podczas II wojny światowej był wykorzystywany w roli transportowca wojska. Po jej zakończeniu powrócił na linię nowojorską. Pod koniec lat 60. został przebudowany na statek wycieczkowy, pływając z pasażerami do 1973 roku. W roku następnym został złomowany na Tajwanie.

## Historia
Po raz pierwszy nazwa Nieuw Amsterdam – holenderska nazwa dzisiejszego Nowego Jorku – użyta została w HAL-u w 1906 roku, kiedy do służby wszedł jedyny pasażerski czteromasztowiec tego armatora. Był to jednokominowy statek o tonażu brutto 17.249 RT zbudowany w 1905 roku w Belfaście (Harlandi & Wolff). Jako ostatni liniowiec we flocie firmy, miał pełny zestaw pomocniczego ożaglowania, którego jednak nigdy nie użyto. Służył do 1932 roku.
W latach 30. XX wieku, po zakończeniu wielkiego kryzysu, holenderski armator Holland-Amerika Lijn zdecydował się zamówić na linię nowojorską nowy transatlantyk. W chwili położenia stępki 3 stycznia 1936 roku była to największa w swej klasie jednostka budowana w Holandii. Wodowanie statku odbyło się 10 kwietnia 1937 roku, zaś jego matką chrzestną została królowa Wilhelmina. Nazwa "Nieuw Amsterdam", która zastąpiła pierwotnie planowaną "Prinsendam", została użyta przez HAL po raz drugi. Dyrekcja armatora planowała budowę drugiego statku tego typu, która została zrealizowana dopiero dwadzieścia lat później (w postaci piątego "Rotterdamu").
Założenia konstrukcyjne i rozplanowanie wnętrz statku wzorowano na rozwiązaniach zastosowanych na francuskim transatlantyku "Normandie". Olbrzymi sukces konstrukcji francuskiej spowodował oparcie całego zamierzenia holenderskiego (z architekturą i kompozycją wewnętrzną z analogicznym rozplanowaniem powierzchni wnętrz, salonów i jadalni) na jej projekcie.
"Nieuw Amsterdam" rozpoczął swą dziewiczą podróż 10 maja 1938 roku w Rotterdamie, prowadzony przez kpt. Johannesa Bijla. Po niemal sześciu dobach podróży transatlantyk rzucił kotwicę w Nowym Jorku. Do rozpoczęcia wojny statek odbył 16 rejsów liniowych. Z racji niewątpliwej urody, statek zyskał sobie niemal natychmiast uznanie wśród pasażerów, jako "Hollands Fraaiste Schip" (Najładniejszy statek Holandii). Następny, już we wrześniu 1939 roku, zakończył w Ameryce, po czym odbył kilka podróży wycieczkowych na Bermudy. W związku z zagrożeniem wojennym nie powrócił do Europy, pozostając w Stanach Zjednoczonych. Wiosną 1940 roku wykonał kolejne cztery rejsy wycieczkowe w rejon Karaibów. Po niemieckiej agresji na Holandię liniowiec został wydzierżawiony brytyjskiemu Ministry of War Transport, z przeznaczeniem na szybki transportowiec wojska. Jego operatorem była Cunard-White Star Line.
Po przebudowie, wykonanej w nowojorskiej Todd Shipyard, na statek można było zaokrętować 6700 żołnierzy, a w krótkich rejsach do 8000. Podczas swej wojennej służby "Nieuw Amsterdam" odbył 44 rejsy, przewożąc 378 361 osób, w tym żołnierzy australijskich (operacja Pamphlet), jeńców niemieckich i włoskich. 3 stycznia 1944 roku był nieskutecznie atakowany przez U-1232. 10 kwietnia 1946 roku liniowiec powrócił do portów holenderskich. Podczas powrotu statek witały tłumy ludzi po obu brzegach Nieuwe Waterweg od Hoek van Holland do Rotterdamu. Przez następne 18 miesięcy był remontowany w Rotterdamie i Southampton. 29 października 1947 roku wznowił żeglugę liniową do Nowego Jorku, w sezonie zimowym odbywając rejsy wycieczkowe na Karaiby. Od 1959 roku pływał wraz z niedoszłym bliźniakiem – s/s Rotterdam (V). W 1961 roku przeszedł poważną modernizację pomieszczeń pasażerskich. Przeprowadzono także wymianę kotłów statku, które w pewnym momencie prawie odmówiły posłuszeństwa. Od 1971 roku kontynuował wyłącznie żeglugę wycieczkową.
W grudniu 1973 roku, w związku ze światowym kryzysem paliwowym i ponoszonymi przez armatora (którym od 1972 roku była firma N.V. Nieuw Amsterdam) stratami, zapadła decyzja o złomowaniu liniowca. Swój ostatni rejs komercyjny zakończył 17 grudnia 1973 roku. Jedna z propozycji wykorzystania sprawnego jeszcze statku po zakończeniu służby opiewała na urządzenie na nim luksusowego, pływającego... domu publicznego (!); propozycję tę ze zrozumiałych względów odrzucono i ostatecznie statek sprzedano na złom. 9 stycznia następnego roku wypłynął w ostatni rejs − do stoczni złomowej w Kaohsiung na Tajwanie, gdzie dotarł 2 marca.

## Opis konstrukcji
"Nieuw Amsterdam" był dużym, dwukominowym (przy czym drugi komin był fałszywy) liniowcem o harmonijnej sylwetce i siedmiu pokładach pasażerskich, na których znajdowały się kabiny dla 556 pasażerów klasy I, 455 klasy turystycznej i 209 klasy III. Liczba załogi według projektu wynosiła 694 osoby.
Napęd statku stanowiły dwa zespoły turbin parowych systemu Parsonsa, wyprodukowane w holenderskiej firmie De Schelde we Vlissingen, o łącznej mocy 34 000 KM, napędzające dwie śruby i zasilane w parę przez sześć kotłów typu Yarrow. Pierwotna prędkość maksymalna wynosiła 20,5 węzła.